# Municipio de Osage (condado de Crawford, Kansas)
El municipio de Osage (en inglés: Osage Township) es un municipio ubicado en el condado de Crawford en el estado estadounidense de Kansas. En el año 2010 tenía una población de 686 habitantes y una densidad poblacional de 4,86 personas por km².

## Geografía
El municipio de Osage se encuentra ubicado en las coordenadas 37°24′20″N 95°1′28″O / 37.40556, -95.02444. Según la Oficina del Censo de los Estados Unidos, el municipio tiene una superficie total de 141.19 km², de la cual 140,35 km² corresponden a tierra firme y (0,59 %) 0,84 km² es agua.

## Demografía
Según el censo de 2010, había 686 personas residiendo en el municipio de Osage. La densidad de población era de 4,86 hab./km². De los 686 habitantes, el municipio de Osage estaba compuesto por el 95,77 % blancos, el 1,46 % eran amerindios, el 0,29 % eran asiáticos, el 0,44 % eran de otras razas y el 2,04 % eran de una mezcla de razas. Del total de la población el 1,6 % eran hispanos o latinos de cualquier raza.